# Béarn (AOC)
Pour les articles homonymes, voir Béarn.
Le béarn est un vin français d'appellation d'origine contrôlée produit à cheval sur trois départements : Pyrénées-Atlantiques, Hautes-Pyrénées et Gers et sur deux régions : Nouvelle-Aquitaine et Occitanie.

## Histoire

### Antiquité
Ce fut lors de la colonisation romaine que fut planté un vignoble sur les coteaux entre Salies-de-Béarn et le village de Bellocq.

### Moyen Âge
Gaston VII de Moncade, vicomte de Béarn, fit élever une forteresse à Bellocq. Celle-ci permit la construction d'une bastide. Les nouveaux habitants contribuèrent au développement du vignoble. Celui-ci étant traversé par le chemin de Saint-Jacques de Compostelle, les pèlerins en route vers la Galice ou de retour du pèlerinage popularisèrent le vin béarnais hors des frontières régionales.

### Période moderne
Jeanne d'Albret, mère de Henri IV, qui était ici sur ses terres, appréciait particulièrement le vin du Béarn.
Au XVIIe siècle, les protestants béarnais, exilés en Hollande ou en Angleterre, organisèrent le négoce de leurs vins vers l’Europe du Nord.

### Période contemporaine
La cave coopérative de Bellocq est créée en 1944, celle de Gan en 1949 et celle de Crouseilles en 1950.
L’appellation a été reconnue VDQS (vin délimité de qualité supérieure) en 1951, puis AOC (appellation d'origine contrôlée) par le décret du 17 octobre 1975. La dénomination bellocq (béarn-bellocq) a existait temporairement à partir de 1991. Le cahier des charges de l'appellation a été modifié en décembre 2011, en septembre 2017 et en avril 2025.

## Étymologie
Le béarn (AOC) tire son nom de l'ancienne province du Béarn où il est produit. Le Béarn quant à lui est ainsi nommé d'après le peuple des Bénéharnais, qui occupait le site pendant l'Antiquité.

## Situation géographique
Le vignoble de Béarn est discontinu, il peut être produit dans trois zones géographiquement distinctes :
- l'aire d'appellation délimitée pour l'AOC madiran peut produire du madiran, vin rouge, du pacherenc du vic-bilh blanc et du béarn rosé ;
- l'aire d'appellation délimitée pour l'AOC jurançon peut produire du jurançon blanc et du béarn rouge ou rosé ;
- la troisième aire délimitée, l'a été spécialement pour l'AOC béarn autour du village de Bellocq, centre névralgique de ce vignoble autour de la cave coopérative éponyme.

### Orographie

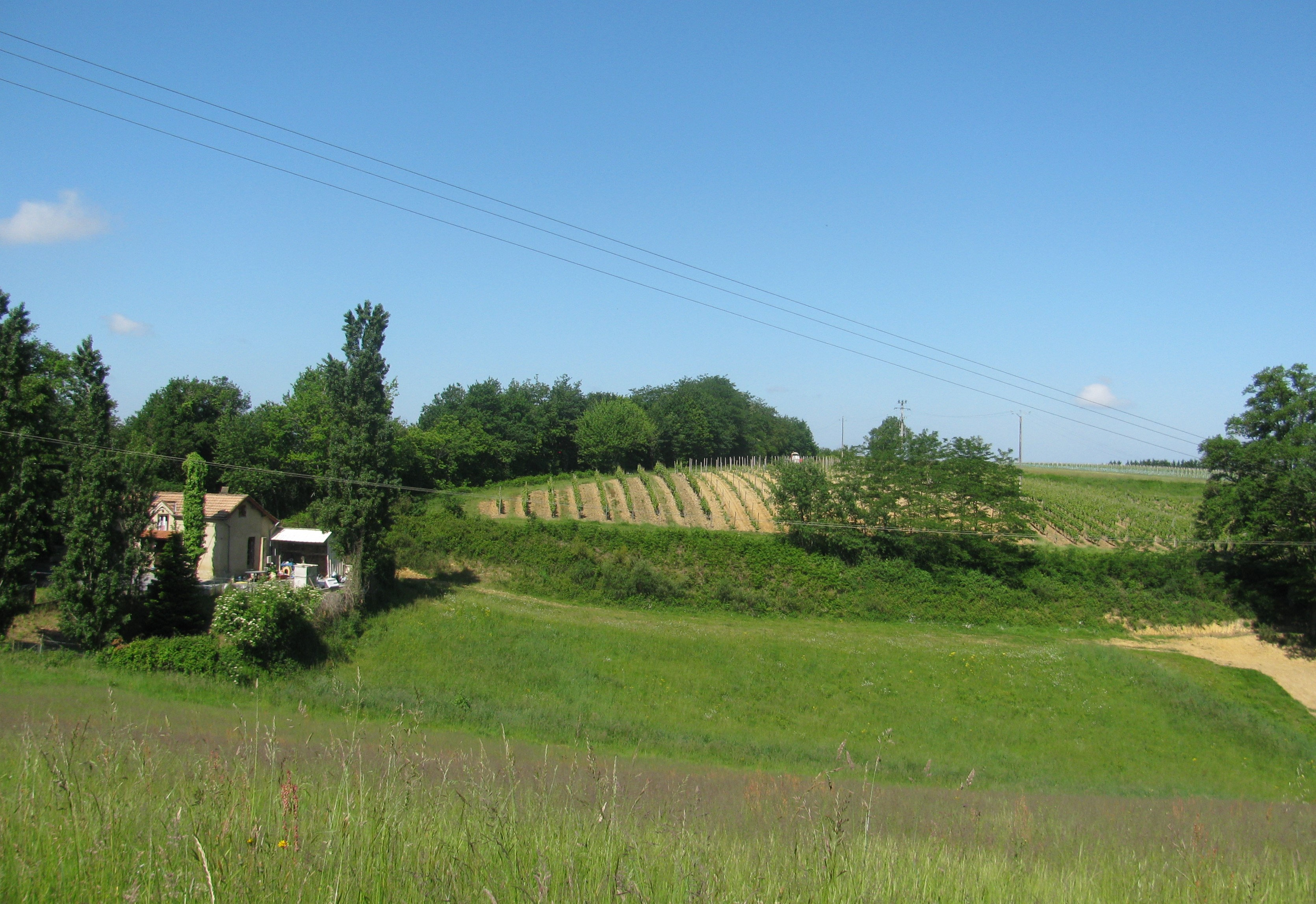
Vignoble de Viella en coteaux.

Ce vignoble occupe les terrasses des gaves et les collines pré-pyrénéennes sur les aires d'appellation du jurançon et du madiran.

### Géologie
Le terroir est essentiellement composé de sols argilo-sableux, datant du quaternaire ancien, sur un substrat argilo-gréseux, remontant au pliocène.  
Autour de Bellocq, il s'agit de terrasses du gave de Pau et de collines graveleuses. Ce sol très filtrant permet d'évacuer l'excédant d'eau. Sa fertilité médiocre limite bien 
À Jurançon, il s'agit de poudingues, flysch et nappes à graviers, tous formés de débris de roche arrachés aux Pyrénées et transporté là par les gaves.
À Madiran, il s'agit de molasses à banc calcaire, de nappes à galets et de boulbènes. Ce sont des roches sédimentaires plus ou moins dégradées, issues de l'érection des Pyrénées.

### Climatologie
Climat océanique tempéré avec des automnes ensoleillés aux températures élevées (été indien). La proximité des Pyrénées influe sur le climat local (arrêt des masses nuageuses et effet de fœhn). La pluviométrie varie de 1300 mm à Salies-de-Béarn à 1000 mm à Madiran. Cette quantité d'eau justifie le choix de terrains bien drainants.

## Vignoble

### Présentation
L'aire d’appellation couvre 259 ha réparties sur 74 communes des Pyrénées-Atlantiques, 6 des Hautes-Pyrénées et 3 du Gers.
- Pyrénées-Atlantiques :

Abos, Arbus, Arricau-Bordes, Arrosès, Artiguelouve, Aubertin, Aubous, Aurions-Idernes, Aydie, Baigts-de-Béarn, Bellocq, Bérenx, Bétracq, Bosdarros, Burosse-Mendousse, Cadillon, Cardesse, Carresse, Castagnède, Castetpugon, Castillon (près de Lembeye), Conchez-de-Béarn, Corbère-Abères, Crouseilles, Cuqueron, Diusse, Escurès, Estialescq, Gan, Gayon, Gelos, Haut-de-Bosdarros, L'Hôpital-d'Orion, Jurançon, Lacommande, Lagor, Lahontan, Lahourcade, Laroin, Lasserre, Lasseube, Lasseubetat, Lembeye, Lespielle-Germenaud-Lannegrasse, Lucq-de-Béarn, Mascaraàs-Haron, Mazères-Lezons, Moncaup, Moncla, Monein, Monpezat, Mont-Disse, Mourenx, Narcastet, Ogenne-Camptort, Oraàs, Orthez, Parbayse, Portet, Puyoô, Ramous, Rontignon, Saint-Faust, Saint-Jean-Poudge, Sainte-Suzanne, Salies-de-Béarn, Salles-Mongiscard, Sauvelade, Séméacq-Blachon, Tadousse-Ussau, Taron-Sadirac-Viellenave, Uzos, Vialer, Vielleségure.

- Hautes-Pyrénées

Castelnau-Rivière-Basse, Hagedet, Lascazères, Madiran, Saint-Lanne et Soublecause.

- Gers

Cannet, Maumusson-Laguian, Viella.
À partir de 1990 la dénomination béarn-bellocq est attribuée aux vins récoltés sur les communes de Bellocq, Lahontan, Orthez et Salies-de-Béarn. Cette dénomination n'existe plus, n'étant pas reprise dans le décret de 2011.

### Encépagement
L'encépagement est fixé par le cahier des charges de l’appellation d’origine contrôlée « BÉARN » homologué par le décret n° 2011-1750 du 2 décembre 2011, modifié par arrêté du 28 septembre 2017, et ceci de la façon suivante:
Pour les vins blancs « AOC Béarn » :
- la proportion des cépages accessoires est inférieure ou égale à 30 % de l’encépagement.
- le cépage Raffiat de Moncade B est obligatoirement présent dans l’encépagement.
- ceux-ci sont issus des cépages suivants :
  - cépages principaux : Gros Manseng B, Petit Manseng B, Raffiat de Moncade B ;
  - cépages accessoires : Camaralet de Lasseube B, Courbu B, Lauzet B, Petit Courbu B, Sauvignon B.

Pour les vins rouges « AOC Béarn » :
- la proportion des cépages principaux est supérieure ou égale à 80 % de l’encépagement ;
- la proportion du cépage Tannat N est supérieure à 50 %.
- ceux-ci sont issus des cépages suivants :
  - cépages principaux : Cabernet franc N (connu sous le nom de « Bouchy » en Béarn), Cabernet-sauvignon N, Tannat N ;
  - cépages accessoires : Courbu noir N, Fer N (ou Fer servadou, connu sous le nom de « Pinenc » en Béarn) et Manseng N (ou Manseng noir).

Pour les vins rosés « AOC Béarn » :
- la proportion des cépages accessoires est inférieure ou égale à 30 % de l’encépagement.
- ceux-ci sont issus des mêmes cépages que les rouges.

Ces obligations ne s’appliquent pas aux opérateurs producteurs de raisins ne vinifiant pas leur production, exploitant moins de 1,5 hectare en appellation d’origine contrôlée et dont l’exploitation respecte une proportion de cépages principaux supérieure ou égale à 50 % de l’encépagement.
L'encépagement est très ancien et très varié. Le Raffiat de Moncade n'est guère cultivé qu'à Bellocq et en collection. Les Petit et Gros Manseng ont été redécouverts depuis les années 1960 et 1970. Ils sont encore beaucoup plantés dans toute la Gascogne. Le Pinenc, le Lauzet et le Camaralet de Lasseube (0,26 ha en 2000) sont rarissimes, tandis que le Sauvignon blanc les a remplacés.
D'après Guy Lavignaccette région avait son encépagement propre depuis des siècles : Bouchy, Fer, Manseng noir, Courbu et probablement d'autres encore non repris dans l'appellation. Au XVIIIe siècle, le Tannat a été introduit; il pourrait s'agir d'un métis de Côt N et d'un cépage pyrénéen. Lors de la reconstitution du vignoble après le phylloxéra, le Cabernet Sauvignon a été importé de Bordeaux. Les cépages Courbu et Manseng noir ne sont plus que des reliques du passé. Ils sont néanmoins conservés dans le conservatoire des cépages.

### Méthodes culturales
Le vignoble est cultivé en hautains, selon la méthode régionale. Seule la taille longue est autorisée.

### Terroir et vins
Les vins de trois zones peuvent revendiquer l’appellation béarn : celle du jurançon quand elle produit un rouge, celle du madiran pour le rosé, et la commune de Bellocq pour les trois couleurs. Rouges et rosés représentent la part la plus importante de la production. Légers et francs de goût, il faut de préférence les boire dans l'année. Les blancs secs sont connus sous le nom de « Rousselet de Béarn ».

Le décret de 2011 modifié en 2017 ne fait pas état d'une mention "Bellocq" pouvant suivre l'appellation "Béarn" (Dénomination géographique et mentions complémentaires : pas de dispositions particulières).

### Structure des exploitations
La production est assurée par deux caves coopératives et vingt-huit caves indépendantes.

### Type de vins et gastronomie

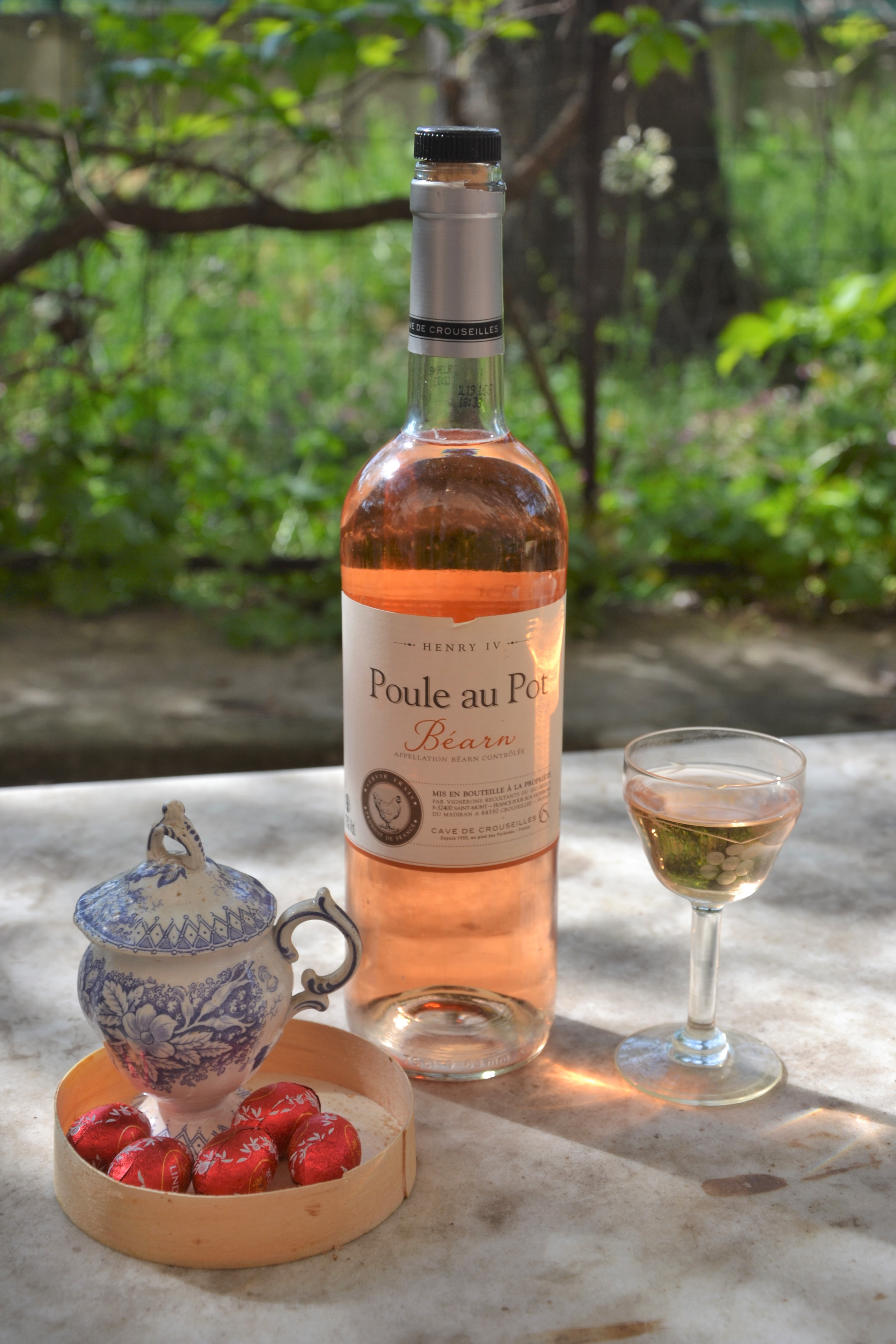
Béarn AOC - cuvée Poule au Pot rosé.

Le rouge dégage au nez des notes de fruits noirs (myrtille, cerise, cassis). Il se consomme entre deux et cinq ans. Traditionnellement il est servi sur des viandes grillées ou en sauce, volailles, confits, magrets, gibiers et fromages à croûte fleurie.
Le rosé aux arômes de petits fruits rouges se consomme jeune. Traditionnellement il accompagne les charcuteries, salades composées et grillades. 
Le blanc moelleux ou sec est plus confidentiel. Moelleux, il se révèle sur du foie gras, des fromages à pâte persillées et les desserts. Sec, il peut se servir de 8 à 10 °C en apéritif ou avec les hors-d’œuvre, les poissons et les crustacés.

### Commercialisation
L'AOC produit 52 hl de vin blanc, 7 343 hl de rouge et 6 072 hl de rosé